# Chiesa della Purificazione di Maria Vergine (Lesignano de' Bagni, Santa Maria del Piano)
La chiesa della Purificazione di Maria Vergine è un luogo di culto cattolico dalle forme romaniche e neoclassiche, situato in via Argini nord 49 a Santa Maria del Piano, frazione di Lesignano de' Bagni, in provincia e diocesi di Parma; è sede di una parrocchia compresa nella zona pastorale della Pedemontana.

## Storia
Il luogo di culto originario fu costruito in epoca medievale nel borgo collinare, che fu abbandonato a partire dall'XI secolo con lo spostamento a valle della popolazione nel nuovo centro abitato di S. Maria de Plano. Nella località di pianura fu ricostruita anche la cappella, che fu nominata per la prima volta il 7 novembre 1141 in una bolla del papa Innocenzo II, che pose sotto la sua protezione la chiesa, appartenente al monastero di San Quintino e dipendente dal Capitolo della Cattedrale di Parma.
L'Ecclesie Sancte Marie de Plano fu menzionata nel 1230 nel Capitulum seu Rotulus Decimarum della diocesi di Parma, tra le cappelle appartenenti al Capitolo della Cattedrale di Parma, pur trovandosi all'interno del territorio dipendente dalla pieve di Lesignano.
Nel 1887 la chiesa, ormai inadeguata a causa del notevole aumento della popolazione di Santa Maria del Piano, fu quasi completamente abbattuta e, riutilizzando i materiali del tempio medievale, fu ricostruita sul luogo della precedente, conservando probabilmente soltanto l'antico campanile in pietra; i lavori furono completati nel 1893, con l'edificazione delle navate laterali, dell'abside e della cupola; l'anno seguente gli interni furono affrescati dal pittore Agostino Tagliaferri.
Nel 1964 il luogo di culto fu sottoposto internamente a lavori di restauro, che interessarono gli affreschi e le parti intonacate, in parte danneggiati a causa di un'infiltrazione d'acqua piovana dal tetto; tra il 1965 e il 1966 furono inoltre aggiunti gli altari in marmo delle cappelle.

## Descrizione

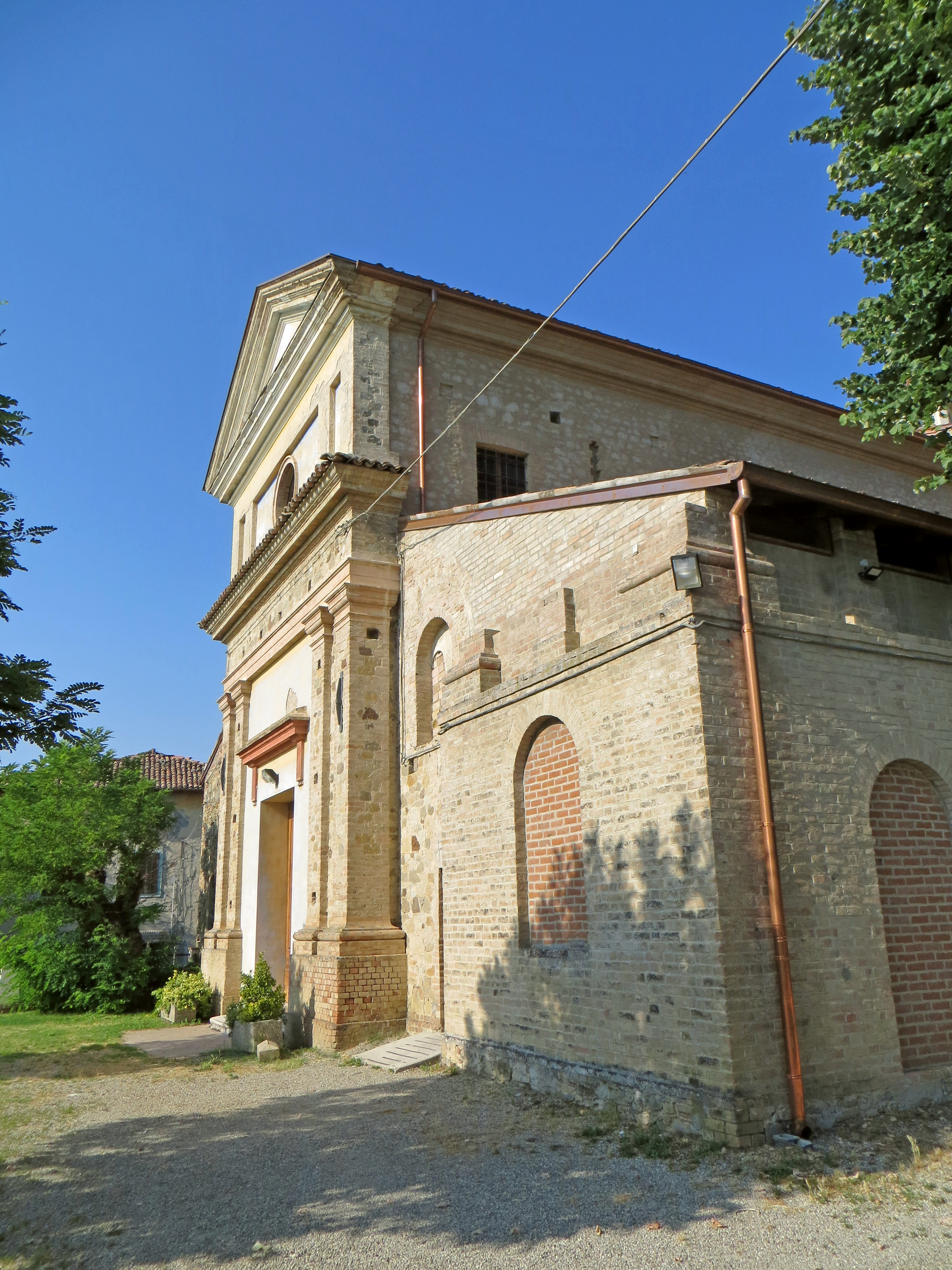
Facciata

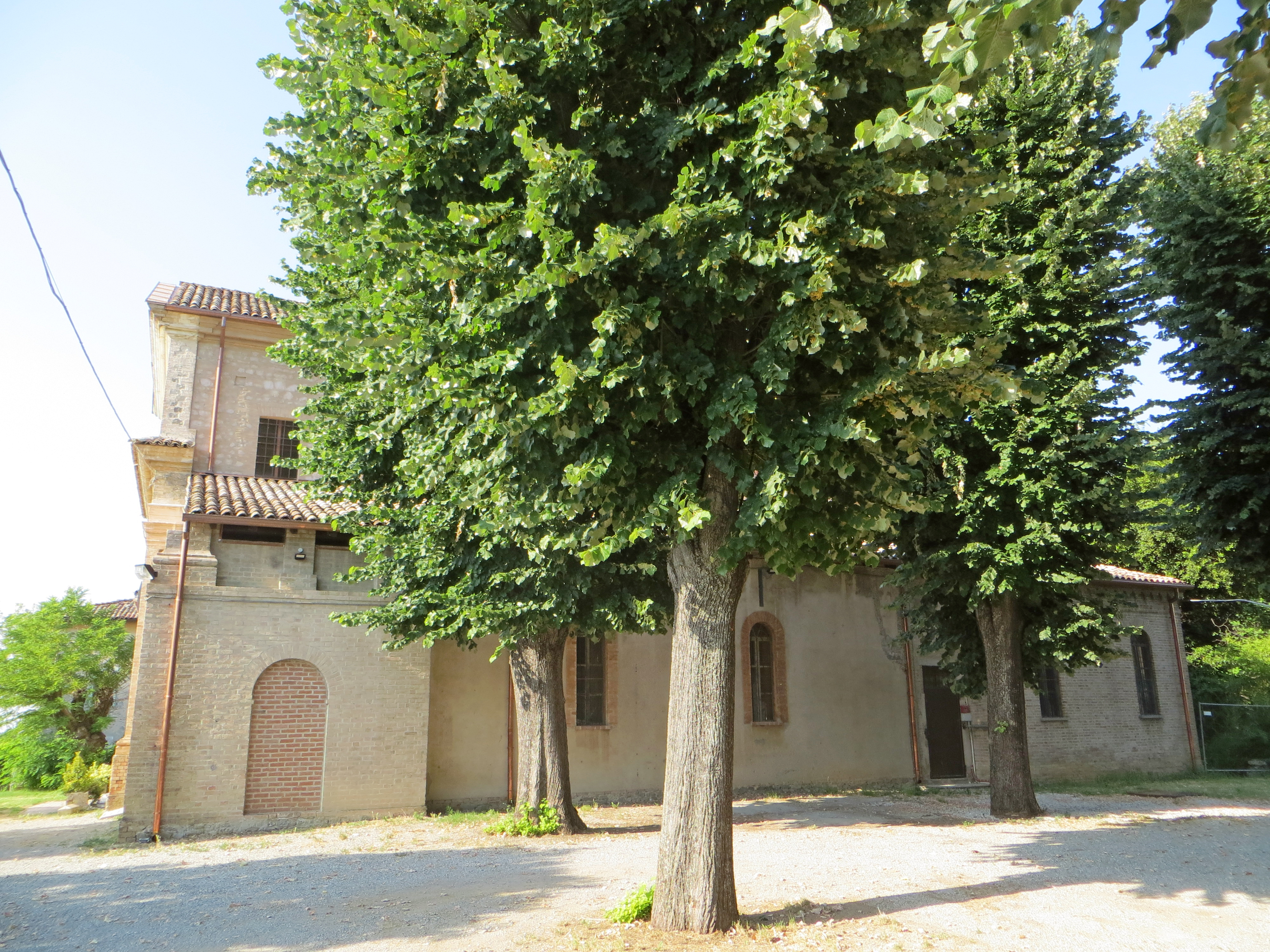
Lato sud

La chiesa si sviluppa su un impianto a tre navate affiancate da una serie di cappelle laterali, con ingresso a ovest e presbiterio absidato a est.
L'asimmetrica facciata a salienti è nettamente scandita in tre parti.
L'alto corpo centrale, parzialmente intonacato, è separato orizzontalmente in due porzioni da un doppio cornicione in conci irregolari di pietra. Inferiormente, nel mezzo è collocato l'ampio portale d'ingresso, sormontato da un architrave in aggetto; ai lati si elevano su un basamento in mattoni due coppie di lesene in pietra, coronate da capitelli dorici. Superiormente, al centro si apre un rosone incorniciato, mentre ai lati si ergono, in continuità con quelle inferiori, due coppie di lesene intonacate. In sommità si staglia l'alto frontone triangolare di coronamento, con cornice modanata.
I due corpi laterali, aggiunti nel 1893 e modificati più volte in corso d'opera, sono rivestiti in parte in pietra e in parte in mattoni. Il fronte destro è caratterizzato dalla presenza di un piccolo portale d'ingresso e di una bifora cieca ad arco a tutto sesto in sommità; sull'estremità sud si trova un grande avancorpo in laterizio, lievemente aggettante, che prosegue anche sul fianco del tempio; al suo interno è collocata un'ampia monofora ad arco a tutto sesto tamponata, mentre a coronamento si ergono i basamenti di tre lesene, non finite; la struttura costituisce probabilmente la base di un campanile, mai realizzato, che avrebbe dovuto sostituire la piccola torre medievale sopravvissuta alla demolizione del 1887. Il fronte sinistro, rivestito in prevalenza in mattoni differenti dal resto della facciata, presenta anch'esso in sommità una bifora cieca, ma non vi si trova alcun avancorpo.

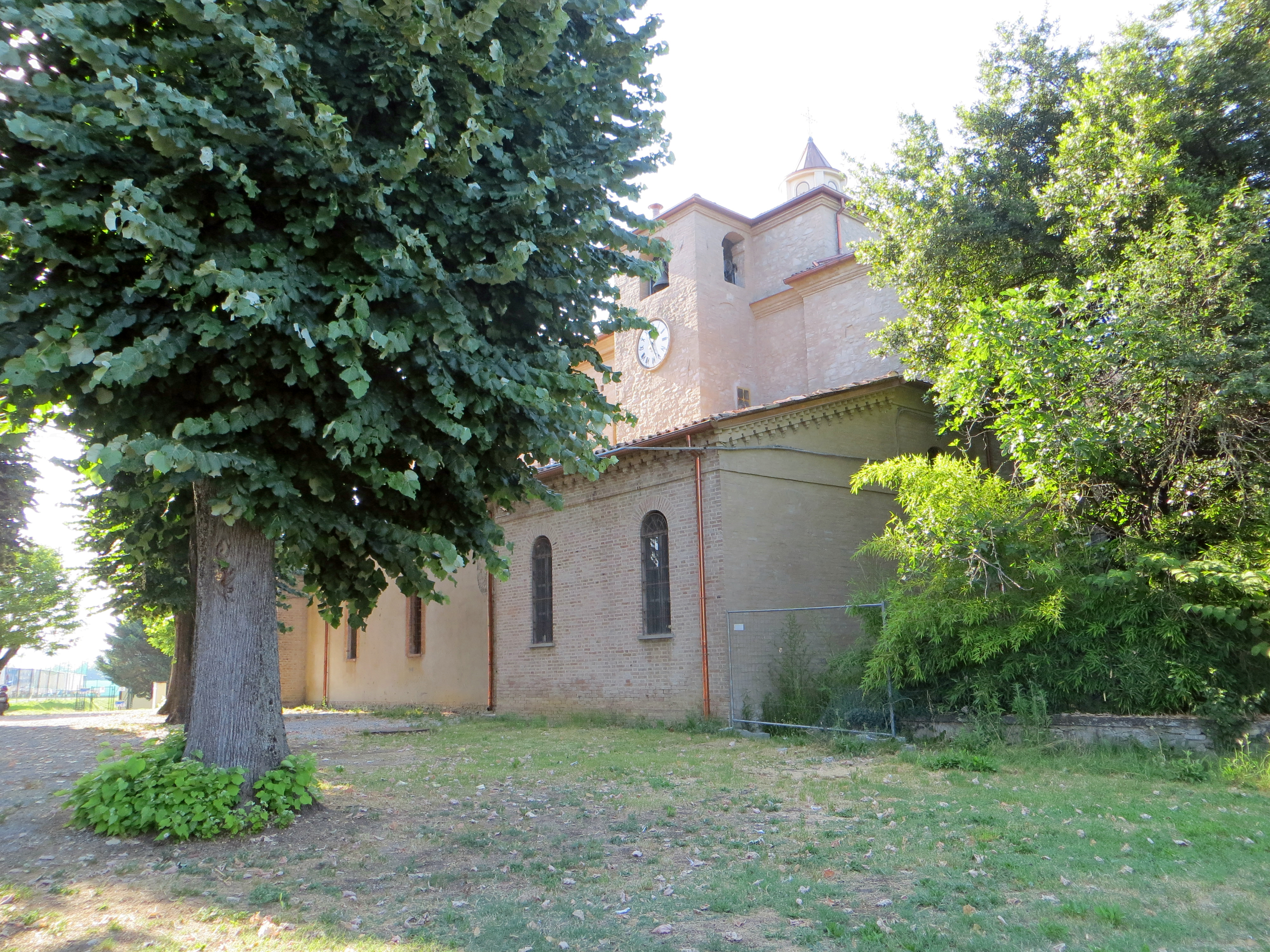
Presbiterio e lato sud

I fianchi, anch'essi rivestiti in pietra e in mattoni, sono illuminati da una serie di monofore a tutto sesto poste in corrispondenza delle cappelle, mentre in sommità l'alta navata centrale si affaccia attraverso piccole finestre quadrate; il lato nord presenta inoltre due finestre strombate e due grandi aperture ad arco tamponate. Sulla cupola del presbiterio si erge il tiburio a pianta quadrata, sormontato da una lanterna a base circolare con guglia conica di coronamento. Al termine del prospetto sud si erge il piccolo campanile medievale in pietra, in parte inglobato all'interno del tiburio; la cella campanaria si affaccia sulle tre fronti libere attraverso monofore ad arco a tutto sesto.
Sul retro si allunga l'abside a pianta semicircolare, rivestita in laterizio.
All'interno l'alta navata centrale, suddivisa in quattro campate coperte da volte a crociera, è scandita dalle laterali, chiuse superiormente da volte a botte, attraverso una serie di arcate a tutto sesto, rette da pilastri arricchiti da lesene doriche; le cappelle, anch'esse coperte da volte a botte, si affacciano sull'aula attraverso arcate a tutto sesto.
Il presbiterio, lievemente sopraelevato, è preceduto da un ampio arco trionfale; lo spazio è coperto da un'alta cupola, decorata con affreschi tardo ottocenteschi di Agostino Tagliaferri rappresentanti la Trinità tra angeli; i quattro pennacchi sono invece decorati con le raffigurazioni degli Evangelisti. Al centro è collocato l'altare maggiore ligneo, ricavato tra il 1970 e il 1980 dalla mensa di un altare neoclassico tardo settecentesco, i cui fianchi costituiscono la struttura dell'ambone. Sul fondo l'abside, scandita da lesene d'ordine gigante a sostegno del cornicione perimetrale, è chiusa superiormente dal catino decorato con affreschi rappresentanti il Redentore fra Giustizia e Speranza.
La chiesa conserva alcune opere di pregio, tra cui un'antica statua in pietra raffigurante la Madonna, recuperata dall'edificio medievale, un olio raffigurante la Sacra Famiglia con san Giovannino, un dipinto seicentesco rappresentante la Madonna del Carmine, un confessionale del 1704, un trono espositivo settecentesco, un trono processionale ottocentesco, tre cartaglorie in argento del XVIII secolo e vari altri oggetti liturgici coevi.